# Two and a Half Men/Staffel 9
Die neunte Staffel der US-amerikanischen Sitcom Two and a Half Men feierte ihre Premiere am 19. September 2011 auf dem Sender CBS. Die deutschsprachige Erstausstrahlung der ersten 11 Folgen war vom 10. Januar 2012 bis 13. März 2012 auf dem Free-TV-Sender ProSieben zu sehen. Die restlichen Folgen wurden zwischen dem 28. August 2012 und dem 13. November 2012 gesendet.
Nachdem Charlie Sheen Anfang März 2011 entlassen worden war, wurde am 12. Mai 2011 Ashton Kutcher als neuer Hauptdarsteller präsentiert. Kutchers Vertrag galt vorerst für ein Jahr. Die erste Folge erreichte mit 28,74 Millionen Zuschauern die höchste Reichweite, die jemals in der Serie gemessen wurde. Jedoch war der große Premierenerfolg nur von kurzer Dauer, so sank die Quote innerhalb von vier Wochen um fast die Hälfte auf knappe 15 Millionen Fernsehzuschauer. Auf diesem Niveau verblieb die Serie längere Zeit. Das Finale der neunten Staffel am 14. Mai 2012 verfolgten 11,43 Millionen Menschen in den USA. Das am 19. Februar 2015 in den USA ausgestrahlte Serienfinale verfolgten 13,52 Millionen.

## Darsteller
| Figur                           | Darsteller            | Deutscher Sprecher        |
| ------------------------------- | --------------------- | ------------------------- |
| Walden Schmidt                  | Ashton Kutcher        | Marcel Collé              |
| Dr. Alan Jerome Harper          | Jon Cryer             | Viktor Neumann            |
| Jacob „Jake“ David Harper       | Angus T. Jones        | Adrian Kilian             |
| Evelyn Harper                   | Holland Taylor        | Kerstin Sanders-Dornseif  |
| Berta                           | Conchata Ferrell      | Regina Lemnitz            |
| Judith Melnick (vormals Harper) | Marin Hinkle          | Christin Marquitan        |
| Nebendarsteller                 |                       |                           |
| Zoey Hyde-Huttington-Pierce     | Sophie Winkleman      | Katrin Fröhlich           |
| Lyndsey McElroy                 | Courtney Thorne-Smith | Claudia Kleiber           |
| Eldridge McElroy                | Graham Patrick Martin | Constantin von Jascheroff |
| Bridget Schmidt                 | Judy Greer            | Tanja Geke                |
| Rose                            | Melanie Lynskey       | Cathlen Gawlich           |
| Dr. Herb Melnick                | Ryan Stiles           | Oliver Siebeck            |
| Courtney                        | Jenny McCarthy        | Victoria Sturm            |
| Robin Schmidt                   | Mimi Rogers           | Viola Sauer               |
| Billy Stanhope                  | Patton Oswalt         | Jens Wawrczeck            |

## Episoden
| Nr. (ges.) | Nr. (St.) | Deutscher Titel                       | Originaltitel                    | Erstausstrahlung USA | Deutschsprachige Erstausstrahlung (D) | Regie         | Drehbuch | Zuschauer (DE) |
| --- | --------- | ------------------------------------- | -------------------------------- | -------------------- | ------------------------------------- | ------------- | --- | -------------- |
| 178 | 1         | Sehr erfreut, Walden Schmidt          | Nice to Meet You, Walden Schmidt | 19. Sep. 2011        | 10. Jan. 2012                         | James Widdoes | Chuck Lorre, Lee Aronsohn, Eddie Gorodetsky & Jim Patterson                                                                 | 4,12 Mio.      |
| Bei der Abdankung von Charlie versucht Alan ihn zu würdigen, wird aber immer wieder durch Zwischenrufe von den verflossenen Liebschaften von Charlie gestört. Anschließend spricht Rose. Sie sagt, dass Charlie die Liebe ihres Lebens war und sie ihm auch seinen Seitensprung nach dem Heiratsantrag verziehen hat und wie er danach in der Metro in Paris zu Tode kam. Evelyn erklärt Alan dann zu Hause, dass sie das Haus verkaufen muss, auch wenn er es von Charlie vererbt bekommen hat, weil er für die Kosten nicht aufkommen kann. Sie bietet ihm dafür an, dass er und Jake bei ihr wohnen können. Am Abend klingelt ein Paketkurier an der Türe und bringt die Urne von Charlie. Alan setzt sich aufs Sofa und spricht mit ihr. Er sagt, er könne den letzten Wunsch von Charlie, dass Pamela Anderson seine Asche schluckt, nicht erfüllen. Er entscheidet sich dann die Asche am Strand zu verstreuen und öffnet die Urne und will zur Türe gehen, wo Walden draußen steht. Alan erschrickt so sehr, dass er die Asche verschüttet. Berta meint dazu nur, dass sie das nicht aufsauge. Alan lässt Walden herein, der erklärt ihm, dass er sich soeben umbringen wollte, aber das Wasser zu kalt war. Er telefoniert mit Bridget, sie will ihn aber nicht zurück. Walden erklärt Alan, dass er sehr reich ist, ihm das in der Liebe aber nicht hilft. Danach schlägt Alan vor, dass sie zusammen etwas trinken gehen könnten, und Walden willigt ein. In der Bar diskutieren die beiden über ihr bisheriges Leben. Alan empfiehlt Walden eine andere Frau anzusprechen und aufzureißen, was auch prompt gelingt. Schließlich landen sie mit zwei Frauen zu Hause und Alan zieht wieder mal den Kürzeren, weil beide mit Walden ins Schlafzimmer gehen. Am nächsten Morgen sagt Walden zu Alan, dass er das Haus kaufen will. |           |                                       |                                  |                      |                                       |               | |                |
| 179 | 2         | Peter Pans Mutter                     | People Who Love Peepholes        | 26. Sep. 2011        | 10. Jan. 2012                         | James Widdoes | Chuck Lorre, Lee Aronsohn, Eddie Gorodetsky & Jim Patterson                                                                 | 4,81 Mio.      |
| Walden fragt Berta, ob sie auch für ihn arbeiten würde, und sie sagt zu. Alan zieht zu seiner Mutter, vergisst dabei aber Jake mitzunehmen. Evelyn erklärt Alan, dass er eigentlich gar nicht auspacken müsse, weil sie nicht will, dass er länger bleibt. Sie sagt ihm, dass sie am Abend Männerbesuch haben wird, und Alan findet ihre Erklärungen abstoßend. Zum Glück klingelt Walden an der Türe und Alan flüchtet mit ihm. Sie fahren zum Haus von Walden, weil er mit Bridget reden will. Da sie das Eingangstor nicht öffnet, klettern sie darüber, wobei sie von einem Stromstoß getroffen werden, den Bridget auslöst. Sie lässt sie danach doch ins Haus und Walden versucht wieder sie zurückzugewinnen. Bridget lehnt aber ab, weil sie es leid ist für Walden zu sorgen. Am nächsten Morgen erwachen Walden und Alan nackt und verkatert auf der Terrasse in Malibu. Sie haben ziemlich viel getrunken und waren mit Berta nackt im Meer schwimmen. Später klopft eine Frau an der Terrassentüre und fragt nach Charlie. Alan erklärt ihr, dass Charlie ‚von uns gegangen ist‘, und sie beginnt zu weinen. Als Walden in die Küche kommt, ist sie plötzlich nicht mehr traurig und himmelt ihn an. Alan will gehen und als er die Haustüre öffnet, steht Bridget draußen, die doch nochmals mit Walden reden will. Alan rettet ihn aus der Situation, indem er behauptet, die Frau sei seine Freundin. Als Alan dann geht, ist ihm Walden sehr dankbar: Falls er etwas brauche, könne er immer fragen. Alan bittet deshalb Walden, ob er vorübergehend wieder bei ihm wohnen darf. Für Walden ist dies in Ordnung und er schließt die Haustüre, worauf Alan für sich sagt: „Ich bin zurück“. |           |                                       |                                  |                      |                                       |               | |                |
| 180 | 3         | Herpes Junior                         | Big Girls Don’t Throw Food       | 3. Okt. 2011         | 17. Jan. 2012                         | James Widdoes | Handlung: Chuck Lorre & Andrew J. B. Aronsohn Schauspiel: Eddie Gorodetsky & Jim Patterson                                  | 3,09 Mio.      |
| Alan zieht wieder bei Walden ein und will in sein altes Zimmer, da wohnt nun aber Berta. Also muss er in Jakes altes Zimmer und Walden erfährt dadurch, dass Alans Sohn zeitweise auch hier gewohnt hat. Nun müssen sich die beiden das Zimmer teilen, was natürlich schwierig wird und dazu führt, dass Alan auf der Luftmatratze schlafen muss. Walden erzählt Jake, dass er die Schule abgebrochen hat, weil er zu intelligent war, und Jake meint nun, er sei es auch, weil er nicht in allen Fächern bestanden hat so wie Walden. Dieser hat am Abend eine Verabredung zum Essen mit Bridget und fragt Jake nach einem guten Restaurant. Er empfiehlt ihm das „All you can eat“. Das Essen mit Bridget wird zur Katastrophe und endet in einer Essensschlacht mit einem Kind. Bridget sieht sich dadurch bestätigt, dass sie sich von Walden scheiden lassen will. Wieder zu Hause, trifft Walden auf Judith, die ihn zur Rede stellen will, weil er Jake den Floh ins Ohr gesetzt hat die Schule zu schmeißen. Doch Walden beginnt darüber zu reden, dass Bridget ihn verlassen will, und Judith tröstet und küsst Walden. Jake filmt das Ganze mit dem Handy, damit er seine Mutter damit erpressen kann. Herb hat dank Walden Sex mit Judith, die ihm danach vorschlägt, sich einen Bart wachsen zu lassen. |           |                                       |                                  |                      |                                       |               | |                |
| 181 | 4         | Neun-Finger-Daddy                     | Nine Magic Fingers               | 10. Okt. 2011        | 24. Jan. 2012                         | James Widdoes | Handlung: Eddie Gorodetsky & Jim Patterson Schauspiel: Chuck Lorre & Lee Aronsohn                                           | 3,06 Mio.      |
| Alan fragt Walden, ob er auch Besuch mitbringen dürfe, da er sich mit Lyndsey verabredet hat und sie wieder für sich gewinnen will. Auch Berta hat Besuch von einem Mann mit neun Fingern, nur Walden ist alleine. Auch Bridget will nach wie vor nichts von ihm wissen. Als Alan mit Lyndsey nach Hause kommt, ist sie sofort von Walden angetan und lässt Alan warten, der nur das Eine im Kopf hat. Lyndsey empfiehlt Walden, er solle sich doch nicht zu Hause verkriechen, sondern hinaus gehen und eine Frau finden. Es dauert nicht lange und Walden kommt mit einer Bekanntschaft nach Hause zurück. Er weiß aber nicht, wen er sich da geangelt hat: Es ist Courtney, die kurz davor war Charlie zu heiraten, dann aber verhaftet wurde, weil sie eine Betrügerin ist. Sie nistet sich gleich bei Walden ein, aber weil Alan weiß, was sie vorhat, verständigt er Bridget. Ein Check über 50.000 US-Dollar und die Tatsache, dass Bridget weiß, dass sie eine Betrügerin ist, bringen Courtney dazu, wieder zu verschwinden. Daraufhin bittet Walden Alan für immer zu bleiben, damit er auf ihn aufpasst und so etwas nicht mehr passiert. Berta entschließt sich deshalb wieder auszuziehen. |           |                                       |                                  |                      |                                       |               | |                |
| 182 | 5         | Riesenkatze mit Halsreif              | A Giant Cat Holding a Churro     | 17. Okt. 2011        | 31. Jan. 2012                         | James Widdoes | Handlung: Chuck Lorre, Lee Aronsohn, Eddie Gorodetsky & Jim Patterson Schauspiel: Susan Beavers, Don Reo & David Richardson | 2,80 Mio.      |
| Weil es Lyndsey nicht gut geht, möchte sie am Abend keinen Sex mit Alan. Er hat aber ein Viagra genommen und gibt sich nicht damit zufrieden. Deshalb wirft Lyndsey ihn aus dem Schlafzimmer. Im Wohnzimmer trifft er auf Walden. Im Fernsehen läuft ein zwanzig Jahre alter Pornofilm und Walden bemerkt, dass Lyndsey darin mitspielt. Alan ist verwirrt und weiß nicht, wie er sich ihr gegenüber nun verhalten soll. Er besucht sie am nächsten Tag und spricht sie darauf an, sie erklärt ihm glaubhaft, weshalb sie es damals gemacht hat. Sie bringt Alan dazu, ebenfalls von seinen Jugendsünden zu erzählen. Er beichtet ihr auch neuere Fehltritte, was dazu führt, dass sie ihn aus ihrem Haus wirft. Zu Hause trifft er Walden und Berta, die Haschbrownies gebacken haben. Sie sind beide ziemlich high und finden alles lustig, Alan ist aber nicht nach Spaß zumute und er zieht sich in sein Zimmer zurück, wo er Lyndsey anruft und sich auf ihrem Anrufbeantworter entschuldigt. Kurz darauf wird er von Walden gerufen, der eine ganze weibliche Beachvolleyball-Mannschaft für eine Party organisiert hat, um ihn aufzuheitern. Alan lässt sich überreden mitzumachen und isst auch von den Brownies. Kurz darauf steht Lyndsey vor der Türe und sucht Alan, um sich mit ihm auszusprechen. Walden behauptet aber, er sei nicht hier, um ihn vor dem Ärger wegen der Frauen zu schützen. Als Alan sich am nächsten Tag mit Lyndsey trifft, beschließt er nochmals ehrlich zu sein und erzählt ihr von der Party, worauf sie ihn wieder hinauswirft. |           |                                       |                                  |                      |                                       |               | |                |
| 183 | 6         | Die Schwulennummer                    | The Squat and The Hover          | 24. Okt. 2011        | 7. Feb. 2012                          | James Widdoes | Handlung: Chuck Lorre, Lee Aronsohn, Eddie Gorodetsky & Jim Patterson Schauspiel: Susan Beavers, Don Reo & David Richardson | 2,33 Mio.      |
| Walden erhält mit der Post die Scheidungspapiere. Um einen Schlussstrich zu ziehen, verbrennt er alles, was ihn an Bridget erinnert, und sagt zu Alan, dass er das Haus verkaufen und nach New York ziehen will. Alan gefällt dies natürlich nicht und er empfiehlt Walden, mit einer Psychologin darüber zu sprechen. Walden besucht daraufhin Dr. Freeman und es stellt sich heraus, dass er einen Mutterkomplex hat. Am Abend gehen Walden und Alan ins Kino, wo sie Bridget begegnen. Sie ist in Begleitung eines gut aussehenden Mannes, was Walden noch mehr schmerzt. Später treffen sie in der Bar auf Danny, die ihn sehr an Bridget erinnert. Es stellt sich aber heraus, dass Danny lesbisch ist, und so wittert Walden eine Chance, wenn er vorgibt, er sei schwul. Deshalb küsst er Alan innig. Sie laden Danny und ihre Freundin Kiki zu sich nach Hause ein. Während Alan versucht Kiki zu verführen, schüttet Walden Danny sein Herz aus. Sie gibt ihm aber klar zu verstehen, dass sie nichts von Männern wissen will. Alan hatte zwischenzeitlich Erfolg bei Kiki, sie werden aber von Danny erwischt. Dafür muss Alan Prügel von ihr einstecken. Trotz einer gebrochenen Nase verbucht er es als seinen Sieg, weil er es fast geschafft hat, eine Lesbe „umzudrehen“. |           |                                       |                                  |                      |                                       |               | |                |
| 184 | 7         | Das Tagebuch                          | Those Fancy Japanese Toilets     | 31. Okt. 2011        | 14. Feb. 2012                         | James Widdoes | Handlung: Chuck Lorre & Lee Aronsohn Schauspiel: Eddie Gorodetsky & Jim Patterson                                           | 2,31 Mio.      |
| Evelyn besucht Alan, weil sie von der Bank erfahren hat, dass Charlie ein geheimes Schließfach hatte. Angeblich soll sich darin nur das Tagebuch von Charlie befunden haben, aber Alan traut seiner Mutter nicht, da sie neuerdings eine Herren-Rolex trägt. Als Walden vom Surfen zurückkehrt kommt er mit Evelyn ins Gespräch. Er fragt sie, ob sie einen Innendekorateur kenne, da er das Haus neu einrichten will. Sie anerbietet sich, die Arbeit zu übernehmen. Alan warnt Walden davor, dass seine Mutter gerne etwas mit jungen Männer anfängt und er sich vor ihr in Acht nehmen soll. Währenddessen hat Jake Nachhilfe in Chemie von seiner Mitschülerin Megan. Er denkt aber mehr an eine andere Chemie als an Schule. Megan will jedoch nichts davon wissen, weil sie total auf Walden steht und mit ihm zu flirten beginnt. Er erwidert ihre Avancen aber nicht, worauf Jake doch noch zum Zug kommt und sie in sein Zimmer verschwinden. Alan liest derweil immer weiter im Tagebuch von Charlie, wobei er die Bestätigung findet, dass die Rolex auch im Schließfach lag. Walden geht mit Evelyn für die Einrichtung des Hauses einkaufen. Danach bringt er sie nach Hause. An der Türe fragt Evelyn, ob er noch auf einen Drink hereinkommen will, er verneint aber, weil er Angst davor hat, dass sie ihn verführen könnte. Sie zerstreut seine Zweifel glaubhaft, kurz danach landen sie trotzdem im Bett. |           |                                       |                                  |                      |                                       |               | |                |
| 185 | 8         | Danke für den Geschlechtsverkehr      | Thank You For The Intercourse    | 7. Nov. 2011         | 21. Feb. 2012                         | James Widdoes | Handlung: Chuck Lorre & Susan McMartin Schauspiel: Lee Aronsohn, Eddie Gorodetsky & Jim Patterson                           | 2,41 Mio.      |
| Beim Frühstück beginnt Walden Werbejingles zu singen, Alan macht ihn darauf aufmerksam, dass sie alle von Charlie komponiert wurden. Alan wird daraufhin ein wenig melancholisch und setzt sich an Charlies Flügel und spielt die Jingles nach. Dummerweise kommen im gleichen Moment zwei Möbelpacker, die den Flügel abholen wollen, weil Walden das Haus neu einrichten will. Alan sinniert darüber, dass Charlie eigentlich alles hatte und er nichts. Später in der Bar passiert ihm mit Walden wieder das Gleiche, die Frauen interessieren sich nicht für ihn. Walden nimmt die Zufallsbekanntschaft mit nach Hause, Alan geht alleine auf die Terrasse und als er so vor sich hin sinniert entschließt er sich, für einen Tag wie Charlie zu sein. Kurz darauf verirrt sich ein Hund zu ihm auf die Terrasse und als ihn seine Besitzerin findet stellt sich Alan als Charlie vor. Prompt landen sie zusammen im Bett. Am nächsten Tag kleidet sich Alan wie Charlie, trinkt schon am Morgen und raucht Zigarren. Jake und Walden machen sich Sorgen um ihn, da er total in seiner neuen Rolle aufgeht. Schlussendlich bringt ihn Walden mittels eines Tricks in die psychiatrische Anstalt. Alan meint, er sei in Las Vegas im Bellagio. |           |                                       |                                  |                      |                                       |               | |                |
| 186 | 9         | Frodos Autogrammkarten                | Frodo’s Headshots                | 14. Nov. 2011        | 28. Feb. 2012                         | James Widdoes | Handlung: Chuck Lorre & Lee Aronsohn Schauspiel: Susan Beavers, Don Reo & David Richardson                                  | 2,46 Mio.      |
| Vier Wochen später wird Alan aus der Klinik entlassen. Jake holt ihn mit dem Wagen ab, und auf dem Heimweg eröffnet er ihm, dass Megan schwanger ist. Zuhause angekommen erfährt er, dass die Steuerbehörden noch Geld von ihm wollen, dass Lyndsey nun mit Walden zusammen ist und dass er deshalb ausziehen muss. Bei einem Besuch von Herb und Judith merkt dann Walden noch an, dass ihre Tochter Millie Alan sehr gleicht. Alan versucht ob all des Unbills in der Garage Selbstmord zu begehen, indem er die Abgase seines Wagens einatmet. Dieser geht dabei jedoch kaputt. Also will er bei seiner Mutter unterkommen, sie lässt ihn aber wortwörtlich im Regen stehen. So geht er zum Lagerraum, wo Walden seine Sachen eingestellt hat. Dort trifft er auf eine hübsche Frau, die ihm Avancen macht. Als sie sich kurz entfernt, taucht plötzlich Herb auf und will ihn erschießen, weil er einen DNA-Test gemacht hat und es nun bewiesen ist, dass Millie Alans Tochter ist. Als Herb auf ihn schießt, erwacht Alan aus seinem Albtraum, er ist immer noch in der Klinik. Nun holt Jake ihn wirklich ab, wieder zu Hause präsentiert ihm Walden die neu eingerichtete Wohnung. Alles wird nun durch Sprache und vom Computer gesteuert. Das System hört aber nur auf Waldens Stimme. Alan fühlt sich nun nicht mehr hier zu Hause, weil ihn nichts mehr an früher erinnert. Walden kann ihn aber davon überzeugen zu bleiben. |           |                                       |                                  |                      |                                       |               | |                |
| 187 | 10        | Ein Fischglas voller Glasaugen        | A Fishbowl Full of Glass Eyes    | 21. Nov. 2011        | 6. März 2012                          | James Widdoes | Handlung: Chuck Lorre & Gemma Baker Schauspiel: Lee Aronsohn, Eddie Gorodetsky & Jim Patterson                              | 2,17 Mio.      |
| Als Walden mit Jake im Supermarkt beim Einkaufen ist, wird er von einer Frau aus England angesprochen, die eine Auskunft über Fleisch möchte. Sie stellt sich ihm als Zoey vor. Danach geht sie weiter und Jake macht Walden darauf aufmerksam, dass die Frau gerade mit ihm geflirtet habe. So macht Walden ein Date mit ihr aus. Alan hat wieder einmal Geldsorgen und weiß nicht, wie er seine Rechnungen bezahlen soll. Also versucht er, diverse Sachen im Pfandhaus zu versetzen. Er freut sich so über das Angebot für eine Vase, dass er sie ungeschickterweise zerschlägt. Walden bereitet sich auf sein Date mit Zoey vor und Alan weist ihn darauf hin, dass er seinen Ehering abnehmen soll. Er erklärt Alan, wie wertvoll der Ring ist, und gibt ihn ihm. Der geht flugs wieder zum Pfandhaus, wo er ein tolles Angebot dafür bekommt. Walden erzählt Zoey beim Abendessen sein halbes Leben, sie stellt dabei fest, dass er eigentlich immer noch an seiner Ex-Frau hängt, und ist nicht bereit, sich wieder mit ihm zu treffen. Deshalb will Walden den Ring von Alan wieder zurückhaben. Er hat ihn nicht versetzt und gibt ihn ihm zurück. Kurz darauf sucht Alan Walden und findet ihn am Meer. Sie diskutieren über das Geschehene und Walden will sich nun doch von seinem Ring trennen. Er zieht ihn aus und wirft ihn ins Meer. Alan fällt beinahe in Ohnmacht und rennt ins Wasser, um den Ring zu suchen. Danach fragt Walden ihn, wieso er das gemacht habe. Alan erklärt ihm seine Situation und Walden sagt, er würde ihm Geld geben. Alan will aber nicht als Schnorrer dastehen und lehnt ab. Trotzdem fragt er Walden, ob er ihm auch 100.000 Dollar gegeben hätte. Walden bejaht. |           |                                       |                                  |                      |                                       |               | |                |
| 188 | 11        | Die Lückenbüßerin                     | A Lovely Landing Strip           | 5. Dez. 2011         | 13. März 2012                         | James Widdoes | Handlung: Chuck Lorre & Lee Aronsohn Schauspiel: Eddie Gorodetsky, Jim Patterson & Don Reo                                  | 2,07 Mio.      |
| Walden konnte Zoey überreden, dass sie sich doch nochmals mit ihm in einem Café trifft. Sie erzählt ihm, dass ihre Tochter Ava die Aufnahme für einen Elite-Kindergarten nicht geschafft hat. Er will ihr beweisen, dass er es ernst meint, indem er die Scheidungspapiere nun vor ihren Augen unterschreibt. Zoey willigt deshalb ein, dass sie eine Zukunft haben. Walden lädt sie zu einem Wochenende in Guadalajara ein. Im Flugzeug sind sie sich einig, dass sie es langsam angehen wollen, als aber Walden erwähnt, dass er seinen Einfluss spielen ließ und Ava nun im Kindergarten aufgenommen ist, geht es doch schnell. Zurück aus Guadalajara klingelt es und Bridget steht vor der Türe. Sie hat festgestellt, dass Walden ihr doch noch viel bedeutet und sie sich nun doch nicht scheiden lassen will. Walden ist im Zwiespalt und lässt Bridget im Schlafzimmer zurück, um mit Alan zu sprechen. Dieser empfiehlt ihm nach einigem Hin und Her, auf die Zukunft mit Zoey zu setzen. Bridget verlässt daraufhin wütend das Haus um am Abend wieder zurückzukehren. Sie beobachtet von der Terrasse Walden und Zoey in der Küche. Plötzlich taucht Rose auf und bietet ihr ihre Unterstützung an, um Zoey zu vertreiben. |           |                                       |                                  |                      |                                       |               | |                |
| 189 | 12        | Eine falsche Bewegung, Zimbabwe!      | One False Move, Zimbabwe!        | 12. Dez. 2011        | 28. Aug. 2012                         | James Widdoes | Handlung: Chuck Lorre & Lee Aronsohn Schauspiel: Jim Patterson, Eddie Gorodetsky & Don Reo                                  | 1,93 Mio.      |
| Walden möchte Zoey den Schlüssel zu seinem Haus schenken, aber sie lehnt ab. Ebenso möchte sie Weihnachten nicht mit ihm verbringen. Auch bei Alan sieht es nicht besser aus, seine Mutter hat keine Zeit und Jake lügt seinen Vater an, er verbringe die Festtage bei seiner Mutter. So feiern die beiden zusammen mit Waldens Mutter Robin. Beim Nachtessen kommen sie auf das Thema Haustiere zu sprechen und Robin erzählt, dass Walden bis zu seinem vierten Lebensjahr mit einem Gorilla namens Magilla aufgewachsen ist, der gleich alt war wie er. Sie hat dies zu Forschungszwecken getan und Walden ist gar nicht erfreut darüber. Ebenso dass sie Magilla weggebracht hat, weil es zu gefährlich wurde und die Studien abgeschlossen waren. Walden flüchtet und taucht wenig später betrunken bei Zoey auf. Dort lernt er ihre Eltern kennen. Weil auch sie kein Verständnis für sein Problem haben, flüchtet er sich auf das Dach. Zoey verständigt Alan, der auch auf das Dach klettert und Walden zu überzeugen versucht, doch wieder hinunterzusteigen. Er führt sich aber auf wie wenn er King Kong wäre. Später stellt sich heraus, dass Magilla immer noch bei Robin in ihrer Stiftung lebt und Walden darf ihn besuchen. |           |                                       |                                  |                      |                                       |               | |                |
| 190 | 13        | Jahre voller Einsamkeit und Yoga      | Slowly and in a Circular Fashion | 2. Jan. 2012         | 28. Aug. 2012                         | James Widdoes | Handlung: Chuck Lorre & Ashton Kutcher Schauspiel: Lee Aronsohn & Eddie Gorodetsky & Jim Patterson                          | 2,22 Mio.      |
| Weil Walden mit einer schlechten Investition viel Geld verloren hat, wollen ihn Bridget und Robin als Firmenchef absetzen, da sie die Stimmenmehrheit im Vorstand haben. Bridget hat Robin dafür Geld für ihre Forschung versprochen, wenn sie mit ja stimmt. Zoey findet aber heraus, dass es in den Statuten der Firma einen Passus gibt, der er Walden erlaubt, eine weitere Person für den Vorstand einzusetzen. Sollte sich dann bei einer Abstimmung eine Pattsituation ergeben, hätte Walden eine zusätzliche Stimme. Zoey empfiehlt Walden jemanden zu suchen, der garantiert macht was man ihm aufträgt. Die Wahl fällt dadurch schnell auf Alan. Bridget und Robin finden das nicht gut und versuchen Alan zu beeinflussen. Robin geht dafür sogar ein Schäferstündchen mit Alan ein. Walden bemerkt, dass etwas nicht stimmt und kann Alan wieder auf seine Seite holen. Doch Bridget gibt nicht auf und schenkt Alan einen roten Porsche. Trotzdem stimmt Alan dann für Walden, weil er gemerkt hat, dass es mehr zu seinem Vorteil ist. Er gibt den Porsche zurück und erhält dafür von Walden einen Anteil am Haus in Malibu. |           |                                       |                                  |                      |                                       |               | |                |
| 191 | 14        | Ein Opossum auf Chemo                 | A Possum on Chemo                | 16. Jan. 2012        | 4. Sep. 2012                          | James Widdoes | Handlung: Susan Beavers & Susan McMartin Schauspiel: Chuck Lorre, Eddie Gorodetsky & Jim Patterson                          | 1,84 Mio.      |
| Zoey stört sich ein wenig am Bart und den langen Haaren von Walden und empfiehlt ihm, dies doch zu ändern, will ihn aber nicht dazu zwingen. Walden fragt Alan, ob er mit ihnen zum Abendessen mitkommt, Zoey ist gar nicht begeistert darüber, willigt dann aber ein. Im Restaurant treffen sie auf Lyndsey, die einen neuen und viel jüngeren Freund hat. Wieder zu Hause trifft Alan auf Jake und Eldridge, die er über Lyndsey und Dillon ausfragt. Eldridge erzählt, dass seine Mutter viel von ihm spricht und sich freuen würde, wenn er sie wieder mal besucht. Es stellt sich heraus, dass Eldridge dies nur erzählt hat um Alan loszuwerden, denn als dieser bei Lyndsey vor der Türe steht hört er laute Sexgeräusche durch die Türe. Zoey gesteht Walden, dass sie eigentlich will, dass er sich rasiert und die Haare schneidet, weil sie am Samstag eine Cocktail-Party in ihrer Kanzlei haben und sie nicht mit einem Hippie aufkreuzen will. Nach einem Gespräch mit Alan entscheidet er sich aber doch, sein Aussehen nicht zu verändern, was zu einem Streit mit Zoey führt. Alan trifft sich wieder mit Lyndsey, die sich von Dillon getrennt hat, weil er sie überfordert hat. Später kommt Zoey vorbei, weil sie sich bei Walden entschuldigen will. Er hat sich in der Zwischenzeit rasiert und die Haare geschnitten, weil er es nun selbst wollte und Zoey ihn deswegen nicht mehr nervte. |           |                                       |                                  |                      |                                       |               | |                |
| 192 | 15        | Der fleischliche Pausenfüller         | The Duchess of Dull-in-Sack      | 6. Feb. 2012         | 11. Sep. 2012                         | James Widdoes | Handlung: Chuck Lorre & Lee Aronsohn Schauspiel: Eddie Gorodetsky, Jim Patterson, & Don Reo                                 | 1,74 Mio.      |
| Walden hat bei Zoey übernachtet und sie haben verschlafen. Zoey will nämlich noch nicht, dass ihre Tochter Walden kennen lernt. Bevor er verschwinden kann, taucht Ava schon auf und Walden muss sich verstecken. Zu Hause erzählt er es Alan und dann kommen sie auf das Thema Sex. Walden findet ihn nicht so gut und fragt Alan, was er dagegen tun könnte. Später spricht er mit Zoey übers Internet und sie zeigt sich ziemlich verklemmt, als er das Thema anschneidet. Berta hat gelauscht und empfiehlt ihm, er solle ihr doch von ihren Hasch-Brownies geben, das würde das Ganze auflockern, Walden lehnt aber ab. Als sie abends im Bett liegen und das Ganze nicht so richtig in Fahrt kommen will, greift Walden doch auf die Brownies zurück. Zoey bekommt aber einen Horrortrip und läuft davon. Als er sie nicht mehr findet bittet er Jake und Eldridge um Hilfe und verspricht ihnen 100 Dollar, wenn sie Zoey finden. Die beiden hatten aber auch von den Brownies und blicken nicht mehr richtig durch. Zoey taucht danach wieder von selbst auf und hat nun einen Bärenhunger. Da sie immer noch high ist spricht sie offen mit Alan über ihre Hemmungen. Als sie am nächsten Tag in Zoeys Wohnung gehen wollen, treffen sie ihren Ex-Mann an und Walden lernt Ava doch noch kennen. Sie verbringen den Tag mit ihr im Zoo und als sie am Abend wieder nach Hause kommen, kann sich Zoey endlich Walden ganz öffnen, weil er nun ihr Vertrauen gewonnen hat. Jake und Eldridge schleppen derweil eine Frau nach der anderen an, die sich als Zoey ausgeben soll, damit sie den Finderlohn kassieren können. |           |                                       |                                  |                      |                                       |               | |                |
| 193 | 16        | Das böse Lachen                       | Sips, Sonnets and Sodomy         | 13. Feb. 2012        | 18. Sep. 2012                         | James Widdoes | Handlung: Eddie Gorodetsky, Jim Patterson, & Don Reo Schauspiel: Chuck Lorre & Lee Aronsohn                                 | 1,77 Mio.      |
| Walden war mit Zoey in der Oper. Als sie wieder nach Hause kommen, erzählen sie Alan und Lyndsey davon. Zoey beginnt, Lyndsey mit abschätzigen Bemerkungen zu zeigen, dass sie kultivierter und intelligenter ist. Als die beiden Paare später in ihren Betten liegen beklagen sich beide Frauen bei ihren Männern über die andere. Dies gipfelt darin, dass sie beginnen zu stöhnen als ob sie tollen Sex hätten. Am nächsten Morgen gehen die Sticheleien weiter. Die beiden Männer wissen zwar inzwischen, dass letzte Nacht alles nur gespielt war, die Frauen aber nicht. Zoey prahlt damit, dass sie mit Walden wegfliegen wird, er hat sie nach Cabo San Lucas eingeladen, weil Valentinstag ist. Draußen regnet es schon länger und plötzlich hören sie einen lauten Knall. Als sie nachsehen gehen stellen sie fest, dass es die Straße weggerissen hat. Damit fallen natürlich die Ausflüge ins Wasser. Kurz darauf fällt auch der Strom aus. Beide Paare ziehen sich in ihre Zimmer zurück, aber bald bekommt Walden Streit mit Zoey, weil er sie in ihrem Streit mit Lyndsey nicht unterstützt. Also verlässt er das Schlafzimmer wieder. Lyndsey bekommt ihre Periode und hat keine Tampons mehr. Sie schickt Alan in den Drugstore um welche zu kaufen. Walden begleitet ihn, damit er weg kommt. Draußen regnet es immer noch in Strömen und die beiden Männer kämpfen sich zu Fuß vorwärts. Plötzlich wird Alan von einem Sturzbach mitgerissen und Walden versucht ihn zu retten. Währenddessen nähern sich Zoey und Lyndsey an. Beide sehen ein, dass sie überreagiert haben. Sie finden auch heraus, dass sie mehr Gemeinsamkeiten haben, als sie gedacht haben. Walden kann Alan noch knapp in der Strömung festhalten, als Alans Telefon klingelt. Die Frauen wollen noch Eiskrem. Er fleht Walden an, er solle ihn loslassen. |           |                                       |                                  |                      |                                       |               | |                |
| 194 | 17        | Nicht in meinen Mund!                 | Not in my Mouth                  | 20. Feb. 2012        | 25. Sep. 2012                         | James Widdoes | Handlung: Eddie Gorodetsky, Jim Patterson, & Don Reo Schauspiel: Chuck Lorre & Lee Aronsohn                                 | 1,44 Mio.      |
| Walden ist mit Zoey auf dem Rückflug aus San Francisco, als sein Jet in ein Luftloch gerät und abzustürzen droht. Weil er Angst hat, sagt er zu ihr, dass er sie liebt, während sie nur antwortet ‚ich will nicht sterben‘. Walden ist darüber verwirrt und fragt Alan, wie er sich verhalten soll, zumal Zoey demnächst für drei Wochen nach London muss. Alan empfiehlt ihm, mit Zoey zu sprechen, und sollte sie sich nicht klar bekennen, könne er immer noch Schluss machen. Lyndsey hat am Vorabend zu viel Wein getrunken und muss sich nun dauernd übergeben. Walden geht also zu Zoey, die mitten in den Reisevorbereitungen steckt und eigentlich keine Zeit für ein Gespräch hat. Sie weist ihn ab und als Zoey sich um Ava kümmern muss, geht er. Im Aufzug trifft er auf Jennifer, die er mit zu sich nach Hause nimmt. Zoey ruft Walden vom Flugzeug aus an und will sich bei ihm entschuldigen. Sie erklärt ihm auch, dass sie bisher immer Pech hatte und deshalb nicht ‚ich liebe dich‘ zu ihm gesagt hat. In diesem Moment kommt Jennifer ins Schlafzimmer und da Walden und Zoey über Video telefonieren, sieht Zoey sie. Sie bricht deshalb die Verbindung ab. Walden will ihr nach London nachfliegen, um das Missverständnis zu klären. Er fragt Alan, ob er ihn begleitet, damit er Zoey glaubhaft erklären kann, dass er nichts mit Jennifer hatte. Da Alan eigentlich mit Lyndsey verabredet war, nehmen sie sie auch mit. Im Flugzeug trinkt Lyndsey wieder zu viel und übergibt sich auf Alan und Walden. In der Zwischenzeit versucht Jake bei Jennifer zu landen, die immer noch bei Walden zu Hause wartet. Zoey akzeptiert die Erklärung von Walden, kann sich aber noch immer nicht klar bekennen. Erst als die drei schon in der Türe stehen, kann sich Zoey endlich zu einem ‚ich liebe dich‘ durchringen. Jake gibt am Telefon vor seinen Kollegen damit an, dass er es mit Jennifer fünf Mal gemacht hat – innert einer halben Stunde. |           |                                       |                                  |                      |                                       |               | |                |
| 195 | 18        | Das Zahnfleisch eines Zwanzigjährigen | The War Against Gingivitis       | 27. Feb. 2012        | 2. Okt. 2012                          | James Widdoes | Handlung: Chuck Lorre & Lee Aronsohn Schauspiel: Eddie Gorodetsky, Jim Patterson, & Don Reo                                 | 1,52 Mio.      |
| Walden erhält einen Video-Anruf seiner Ex-Frau. Sein ehemaliger Geschäftspartner Billy Stanhope möchte mit ihm sprechen, da er eine Milliarden-Dollar-Idee hat. Walden will aber nichts davon wissen, da sie sich verkrachten, als er damals entschied, das Geschäft zu verkaufen. Er zeigt Alan anschaulich anhand von YouTube-Filmen, weshalb er nicht mehr mit ihm redet. Wenig später klingelt es, und Billy steht vor der Türe und versucht es erneut. Walden schlägt ihm die Türe vor der Nase zu, aber Billy lässt nicht locker. Nun öffnet Alan die Türe und als Billy das Wort ‚eine Milliarde‘ erwähnt, lässt ihn Alan eintreten. Er versucht nun, zwischen den beiden zu vermitteln, was im schließlich auch gelingt. Sie beginnen sofort an der neuen Entwicklung zu arbeiten. Alan fühlt sich überflüssig und geht in die Bar. Dort erzählt er Barfrau Leanne, dass er eigentlich gar keine Freunde mehr habe, auch Walden nicht mehr. Sie bringt ihn aber auf die Idee, dass es immer jemanden gibt, der einen Freund braucht. Also besucht Alan Berta, die krank zu Hause ist. Walden und Billy arbeiten in der Küche am neuen Computerprogramm, streiten und necken sich aber ständig. Dabei erfährt Walden auch, dass Billy nun mit seiner Ex-Frau zusammen ist, was ihn aber nicht weiter stört. Berta fragt Alan ob er ihr einen Botengang machen könnte, da sie jemandem Geld schuldet. Sie erwähnt noch beiläufig, dass es nicht die ganzen Schulden sind. Alan denkt sich nichts dabei, bis ihm der Empfänger des Geldes nachrennt und auf seinen Wagen schießt. Als er wieder zu Hause ist, zeigen ihm Walden und Billy, was die neue Software kann und löschen in Amerika das Licht. |           |                                       |                                  |                      |                                       |               | |                |
| 196 | 19        | Der Ding-Shop                         | Palmdale, Ech                    | 19. März 2012        | 9. Okt. 2012                          | James Widdoes | Handlung: Chuck Lorre & Lee Aronsohn Schauspiel: Eddie Gorodetsky, Jim Patterson, & Don Reo                                 | 2,07 Mio.      |
| Walden langweilt sich weil Zoey immer noch in London ist. Also gibt er sich mit Jake und Eldridge ab. Zuerst spielen sie Videogames, danach essen sie etwas zusammen. Dabei kommt das Gespräch darauf, was die beiden nach ihrer Schulzeit machen wollen. Sie stellen sich vor, als Berater für Walden zu arbeiten und ihm Vorschläge zu machen, was für Apps die Jugend von heute noch nicht hat. Dabei zeigen sie, dass sie nicht die Hellsten sind, weil alles was sie vorschlagen bereits existiert. Lyndsey und Alan holen Lyndseys Mutter für ein Wochenende ihn ihrer Seniorenresidenz ab. Da Lyndsey nicht weiß, was sie mit ihrer Mutter anfangen soll und sie sowieso über alles etwas auszusetzen hat, schlägt Alan vor, doch seine Mutter und ihre Mutter zum Abendessen auszuführen, in der Hoffnung, dass sie sich verstehen. Jake und Eldridge wollen an eine Party ins Valley und fragen Walden, ob sie seinen Wagen haben könnten. Der lehnt ab, schlägt aber vor, sie zu fahren. Leider haben sie sich in der Adresse geirrt und finden die Party nicht mehr. Zuerst landen sie bei einem Pädophilen, von wo sie aber schnell wieder flüchten. Danach gehen sie in ein Diner und treffen dort auf zwei Mädchen, die sie kennen und die eventuell auf der Party waren. Walden muss ihnen erklären, wie sie sich nun verhalten sollen, damit sie bei den Mädchen landen können. Die Zusammenführung der Mütter von Alan und Lyndsey läuft besser als erwartet. Die beiden wollen nach dem Essen noch in eine Bar, da Alan und Lyndsey früh aufstehen müssen, lehnen sie ab mitzukommen. Also ziehen die beiden älteren Damen alleine los. Am nächsten Morgen stellt sich heraus, dass die beiden Damen sich ineinander verliebt haben. |           |                                       |                                  |                      |                                       |               | |                |
| 197 | 20        | Ein Tässchen Tee                      | Grandma’s Pie                    | 9. Apr. 2012         | 16. Okt. 2012                         | James Widdoes | Handlung: Eddie Gorodetsky, Jim Patterson & Don Reo Schauspiel: Chuck Lorre & Lee Aronsohn                                  | 1,65 Mio.      |
| Walden erzählt Alan, dass er mit Billy eine Firma gegründet hat, damit sie die neue Software entwickeln können. Er erwähnt auch, dass es einen dritten Partner gibt, Alan meint zuerst, dass er es ist, aber Walden muss eingestehen, dass es Bridget ist. Nur weiß er nicht, wie er dies Zoey erklären soll. Auch Alan hat ein Problem mit dem Verhältnis seiner Mutter zur Mutter von Lyndsey. Walden versucht Zoey beiläufig zu erwähnen, dass Bridget seine neue Geschäftspartnerin ist, aber das misslingt. Also schlägt er vor, dass sie ein gemeinsames Essen machen, damit Bridget Zoeys Zweifel zerstreuen kann. Lyndseys Mutter Jean und Evelyn eröffnen ihren Kindern, dass Jean bei Evelyn einziehen wird. Sie laden sie und ihre beiden Enkel Jake und Eldridge zum Essen ein. Das Essen von Walden, Zoey und Bridget verläuft nicht so, wie Walden sich das vorgestellt hat. Zoey kommt zum Schluss, dass da immer noch etwas ist und will sich nicht mehr mit Walden treffen. Der weiß sich nur zu helfen, indem er Zoey vorschlägt, dass sie zusammen mit Ava bei ihm einzieht. Zoey stellt aber die Bedingung, dass Alan ausziehen muss. Jake und Eldridge wollen nicht verstehen, wozu ihre beiden Großmütter zusammengezogen sind und stellen die abenteuerlichsten Theorien auf. Walden tut sich schwer damit, Alan zu erklären, dass er ausziehen muss wenn Zoey und Ava bei ihm wohnen werden. |           |                                       |                                  |                      |                                       |               | |                |
| 198 | 21        | Mir ist langweilig                    | Mr. Hose Says Yes                | 16. Apr. 2012        | 23. Okt. 2012                         | James Widdoes | Handlung: Lee Aronsohn & Susan Beavers Schauspiel: Chuck Lorre, Eddie Gorodetsky, Jim Patterson & Don Reo                   | 1,81 Mio.      |
| Da Zoey und Ava nun für eine Woche probeweise bei Walden einziehen, muss Alan gezwungenermaßen das Feld räumen. Da er kein Geld für ein Hotel hat, geht er zu Lyndsey. Zoey muss ein paar Besorgungen machen, Ava möchte aber nicht mitgehen, also bietet Walden sich an, auf sie aufzupassen. Schon bald bereut er seinen Entscheid, weil Ava ihn total in Beschlag nimmt und er bald nicht mehr kann. Als Zoey wieder nach Hause kommt, schläft Walden auf dem Sofa. Lyndsey nutzt die Anwesenheit von Alan dazu aus, dass er ihr ein paar Arbeiten im Haus ausführen kann. Alan hofft natürlich, dass er dadurch bei Lyndsey mehr zum Zug kommt. Doch schon bald stellen sich Probleme ein; zuerst erhält er einen Stromschlag am Sicherungskasten, dann bekommt er von Eldridge und Jake eine Türe an den Kopf und bricht sich dabei die Nase und schließlich fällt er aus dem Bett und verletzt sich noch mehr. Trotz all dem ist er immer noch spitz. Ava weckt Walden frühmorgens, weil sie Frühstück will. Zoey ist froh, dass Walden aufsteht, doch schon bald schläft er auf dem Küchentisch ein. Alans Pechsträhne hält auch an, als Lyndsey meint, sie rieche ein totes Tier unter dem Haus, und er nachsehen geht. Doch das Tier lebt noch und fügt ihm weiteren Schaden zu. Danach treffen sich Walden und Alan in der Bar und beschließen, das Ganze zu beenden, indem Alan wieder bei Walden einzieht. |           |                                       |                                  |                      |                                       |               | |                |
| 199 | 22        | Warum wir nichts von Frauen wollen    | Why We Gave Up Women             | 30. Apr. 2012        | 30. Okt. 2012                         | James Widdoes | Handlung: Chuck Lorre & Lee Aronsohn Schauspiel: Eddie Gorodetsky, Jim Patterson & Don Reo                                  | 1,71 Mio.      |
| Walden will Zoey nun aus dem Haus werfen, damit Alan wieder einziehen kann. Sie wickelt ihn aber um den Finger, indem sie erwähnt wie glücklich Ava ist und dass sie von niemand anderem mehr spricht als von ihm. Da muss Walden kapitulieren und als Alan von der Türe steht muss er ihm gestehen, dass er es nicht geschafft hat. Alan bricht daraufhin zusammen und Walden meint zunächst, er schauspielere nur. Aber es stellt sich heraus, dass Alan einen leichten Herzanfall hatte. Walden will alles für seinen Freund tun, damit es ihm wieder besser geht, aber Zoey ist damit nicht einverstanden. Im Traum erscheint Alan eine Frau die vorgibt, der Geist von Charlie zu sein. Sie/er redet ihm ins Gewissen, er solle jetzt endlich aufhören ein Schmarotzer zu sein und auf eigenen Beinen stehen. Alan nimmt sich dies zu Herzen und verlässt das Krankenhaus auf eigenen Wunsch um Walden mitzuteilen, dass er auszieht. Er hat ein kleines Zimmer in einem heruntergekommenen Haus gefunden. Am Abend telefoniert er mit Jake um ihm zu erklären, dass er nicht mehr zu Walden darf. Danach legt er sich schlafen und Charlie erscheint ihm wieder. Er offenbart Alan, dass er zuerst in die Hölle kommen musste, bis Alan sein Haus verlässt und dass er ihn nur auf den Arm genommen habe. Zoey und Walden wollen es sich gerade alleine zu Hause gemütlich machen, als Jake mit seiner Freundin eintrifft. Walden fragt ihn, ob er nicht mit seinem Vater gesprochen habe, Jake verneint frech. Alan versucht am nächsten Morgen wieder ins Haus zu kommen, indem er einen weiteren Herzanfall vorspielt. Trotzdem bringt ihn Walden ins Krankenhaus. |           |                                       |                                  |                      |                                       |               | |                |
| 200 | 23        | Alle lieben Alan                      | The Straw In My Donut Hole       | 7. Mai 2012          | 6. Nov. 2012                          | James Widdoes | Handlung: Eddie Gorodetsky, Jim Patterson & Don Reo Schauspiel: Chuck Lorre, Lee Aronsohn & Susan Beavers                   | 1,88 Mio       |
| Alan kehrt nach dem zweiten Aufenthalt im Krankenhaus zurück nach Hause, Walden verspricht ihm vor der Haustüre, dass er sich um nichts kümmern muss und sich einfach erholen soll. Drinnen warten Lyndsey, Jake, Eldridge, Berta, Evelyn und Zoey als Überraschung auf ihn. Er wird von allen verwöhnt, außer Zoey, die ist skeptisch. Walden hat ihm ein neues Bett und einen großen Fernseher gekauft, Berta serviert ihm das Essen ans Bett, seine Exfrau Judith kommt mit guten Nachrichten zu Besuch und Lyndsey sorgt während des Desserts für eine sexuelle Entspannung unter der Decke. Als Alan am nächsten Tag beim Hausarzt zur Kontrolle ist, stellt sich heraus, dass er gesund ist. Er will aber weiterhin krank sein, weil ihm das süße Leben des Verwöhntwerdens gefällt. Der Arzt empfiehlt ihm zu lügen. Seine Mutter wartet draußen und tröstet ihn ob der schlechten Nachricht mit einer Shopping-Tour. Walden hat zu Hause einen Treppenlift eingebaut, damit Alan problemlos den Whirlpool im oberen Stock erreicht. Aber Zoey ist immer noch skeptisch und droht ihm offen, er solle mit der Schauspielerei aufhören. Alan treibt sein Spielchen weiter, bis er vor der versammelten Gruppe von Zoey ein Video vorgespielt bekommt, das ein Privatdetektiv aufgenommen hat und ihn beim Beachvolleyball mit hübschen Mädchen zeigt. Weil er keinen anderen Ausweg weiß, täuscht er einen weiteren Herzanfall vor, doch keiner nimmt ihn mehr ernst. Als Walden am Abend ins Bett gehen will, liegt Alan immer noch da. Walden fragt ihn, wie lange er noch liegen bleiben will, Alan antwortet: „bis ich mich nicht mehr schäme.“ Walden entgegnet darauf: „So lange?“ |           |                                       |                                  |                      |                                       |               | |                |
| 201 | 24        | Die Superchance                       | Oh Look! Al-Qaeda!               | 14. Mai 2012         | 13. Nov. 2012                         | James Widdoes | Handlung: Chuck Lorre & Lee Aronsohn Schauspiel: Eddie Gorodetsky, Jim Patterson & Don Reo                                  | 1,97 Mio       |
| Jake und Eldridge feiern ihren Highschool-Abschluss. Doch sie wissen noch nicht was sie nun machen sollen. Also versucht Alan, ihnen einen Job in der neuen Firma von Walden zu besorgen. Walden spielt nicht mit, aber Billy will den beiden eine Chance geben. Sie haben den Auftrag einen Serverraum zu überwachen und ausgefallene Festplatten zu ersetzen. Eldridge lädt aber Pornofilme herunter und bringt das ganze System mit einem Virus zum Absturz. Eigentlich sind sie sich keiner Schuld bewusst, aber ihren Job sind sie los. Lyndsey und Alan geben ihnen 24 Stunden um eine andere Arbeit zu finden. Sie gehen in die Mall und sinnieren so darüber, was man alles machen könnte. Da sehen sie einen Mann der Army, der junge Männer rekrutiert. Sie melden sich an. Voller Stolz, dass sie nun ‚Arbeit‘ gefunden haben, verkünden sie dies zu Hause. Alan versucht alles, um die Anmeldung rückgängig zu machen, aber alles hat seine Richtigkeit. Der große Abschied von Jake vor der ganzen Familie sowie Walden und Berta folgt, wobei die vergangenen Jahre Revue passieren. In der Army angekommen, durch den Schlamm robbend, fragen sich Jake und Eldridge wann sie nun mit den Simulatoren spielen dürfen. |           |                                       |                                  |                      |                                       |               | |                |

## DVD-Veröffentlichung
In den Vereinigten Staaten wurde die DVD zur neunten Staffel am 28. August 2012 veröffentlicht. In Deutschland ist die DVD zur neunten Staffel seit dem 14. Dezember 2012 erhältlich.